# Rtyně nad Bílinou
Rtyně nad Bílinou (deutsch Hertine) ist eine Gemeinde in Tschechien. Sie liegt sechs Kilometer südöstlich des Stadtzentrums von Teplice und gehört zum Okres Teplice.

## Geographie
Rtyně befindet sich am nordwestlichen Fuße des Böhmischen Mittelgebirges im Tal der Bílina an der Einmündung des Bořislavský potok. Nördlich erhebt sich die Kupa (254 m) und im Süden der Chotyně (273 m) mit der wüsten Burgstätte Paradies. Durch Rtyně verläuft die Bahnstrecke Trmice–Bílina.
Nachbarorte sind Sezemice im Norden, Malhostice im Nordosten, Brozánky und Vrahožily im Osten, Bořislav im Südosten, Žalany im Süden, Bžany und Hradiště im Südwesten sowie Velvěty, Kozlíky und Nechvalice im Nordwesten.

## Geschichte
Erstmals urkundlich erwähnt wurde Ritkyn im Jahre 1333 als Besitz der Kressen von Ritkyn. Im Laufe des 14. Jahrhunderts war das Dorf Sitz verschiedener Landedelleute und kam 1394 als Mannlehen zur Riesenburg. Die Pfarrkirche in Rtyně ist seit 1383 belegt. 1402 entstand auf dem Chotyně die Burg Paradies. Die Existenz dieser Burg war nur von kurzer Dauer, sie wurde 1426 durch die Hussiten zerstört. Danach soll sich auf dem Berg das Kloster St. Katharina befunden haben, für das es keine Belege gibt. Nachweislich ist dagegen seit 1515 die Feste Stoličky, die zu dieser Zeit durch Wolf Kaplirz de Sulewicz an Václav Kašperský von Vřesovice verkauft wurde. Letztmals erwähnt wurde die Feste im Jahre 1584. Im Laufe des 16. Jahrhunderts wurde Rtyně zur Feste Malhostice untertänig und entwickelte sich zu seinem Marktflecken. Der Ort gelangte zur Herrschaft Töplitz und gelangte 1634 an Johann von Aldringen. Seit 1635 war die Pfarre erloschen und das Dorf formell nach Teplice gepfarrt. Tatsächlich war der Ort bis zur Gegenreformation evangelisch. Im Jahre 1646 wurde die Gegend durch einen schweren Orkan geschädigt. 1661 wurde die Kirche St. Martin zur Filialkirche von Bořislav. Im Jahre 1680 breitete sich eine Pestepidemie aus. Der Boreslauer Pfarrer Tittl wurde am 9. November 1761 auf dem Heimweg vom Gottesdienst in Hertine überfallen und ermordet.
1833 lebten in Hertine 127 Menschen. Nach der Aufhebung der Patrimonialherrschaften bildete Hertine/Rtyně mit Malhostice, Sezemice und Velvěty ab 1850 eine Gemeinde im Bezirk Teplitz. Zu dieser Zeit hatte das Dorf bereits 247 Einwohner. 1874 erhielt Hertine durch die Strecke Aussig-Bilin einen Anschluss an das Eisenbahnnetz. Dadurch entwickelte sich der Ort zu einem Industriestandort. Am Weg nach Malhostice entstand 1897 der neue Friedhof. 1910 hatte Hertine 547 Einwohner. 1923 entstand rechtsseitig der Straße zum Friedhof eine Bergarbeiterkolonie. Im Jahre 1930 hatte die Gemeinde Hertine 2.039 Einwohner, von denen 834 im Dorf Hertine lebten. Die Bewohner gehörten zu über 90 % der deutschen Volksgruppe an. Nach dem Münchner Abkommen wurde Hertine 1938 dem Deutschen Reich zugeschlagen und gehörte von 1939 bis 1945 zum Landkreis Teplitz-Schönau. 1939 hatte die Gemeinde 1.645 Einwohner. In Walboth wurde während des Zweiten Weltkrieges ein Werk der Dynamit Nobel AG betrieben, zu dem am 10. Oktober 1944 ein Konzentrationslager angelegt wurde. Das Lager für 600 Frauen war ein Außenlager des KZ Flossenbürg und wurde am 22. April 1945 aufgelöst. Bis 1945 übten die Fürsten Clary-Aldringen das Patronat über die Kirche St. Martin aus. Am 8. Mai 1945 wurde Hertine von einer tschechischen Partisaneneinheit unter Leutnant Černý besetzt, die Gräueltaten an der Zivilbevölkerung verübte. Nach dem Ende des Zweiten Weltkrieges begann die Vertreibung der deutschen Bevölkerung.

## Gemeindegliederung
Die Gemeinde Rtyně nad Bílinou besteht aus den Ortsteilen Kozlíky (Koslike), Malhostice (Malhostitz), Rtyně nad Bílinou (Hertine), Sezemice (Sensomitz), Velvěty (Welboth) und Vrahožily (Franschile). Das Gemeindegebiet gliedert sich in die Katastralbezirke Malhostice, Rtyně nad Bílinou und Velvěty.

## Sehenswürdigkeiten
- Kirche St. Martin, seit 1382 nachweisbar und 1662 erneuert. 1736 erfolgte der Umbau nach Plänen von Christoph Lagler
- wüste Burgstätte Paradies auf dem Chotyně